# HV Emmen & Omstreken
 (avril 2013).
Si vous disposez d'ouvrages ou d'articles de référence ou si vous connaissez des sites web de qualité traitant du thème abordé ici, merci de compléter l'article en donnant les références utiles à sa vérifiabilité et en les liant à la section « Notes et références ».
Maillots
Le Handbalvereniging Emmen & Omstreken, couramment abrégé en E&O Emmen voire en E&O tout court, est un club de handball situé à Emmen aux Pays-Bas. 
Le club possède une équipe masculine jouant dans le Championnat des Pays-Bas de première division (D1). Après de nombreuses saisons dans l'élite, la section féminine a été reléguée au terme de la saison 2017-18 (nl).

## Palmarès

### Section masculine
- Championnat des Pays-Bas (5) : 1988/89, 1990/91, 1991/92, 1995/96, 1997/98
- Coupe des Pays-Bas (6) : 1987/88, 1991/92, 1995/96, 1998/99, 2001/02, 2002/03
- Supercoupe des Pays-Bas (2) : 1991, 2002
- 3e place en BeNe Liga en 2009/10

### Section féminine
- Championnat des Pays-Bas de deuxième division (1) : 2003

## Personnalités liées au club
- Lois Abbingh : joueuse de 2006 à 2010
- Mark Bult : joueur de 2000 à 2003
- Merel Freriks : joueuse de 2010 à 2017 (formée au club)
- Robert Nijdam : joueur de 1990 à 1993
- Esther Schop : joueuse de 2010 à 2011
- Tess Wester : joueuse de 2010 à 2011